# Kathwana
Kathwana è una città del Kenya, capoluogo della contea di Tharaka-Nithi.